# Def Leppard (álbum)
Def Leppard es el undécimo álbum de estudio de la banda de hard rock británica Def Leppard, publicado en 2015. Este álbum, supone el primer trabajo de estudio de la banda desde 2008, con su disco Songs From the Sparkle Lounge, marcando el mayor lapso de tiempo entre dos trabajos en la historia de Def Leppard.
Fue producido por la banda y Ronan McHugh en los estudios Joe's Garage en Dublín. Fue el séptimo álbum de Def Leppard en entrar en el top 10 de Billboard, al alcanzar un notable #5. Su primer sencillo "Let's Go" fue lanzado previamente el 15 de septiembre de 2015, cuando fueron revelados el arte de la cubierta y la lista de canciones.
Tras la vuelta al sonido hard rock de su predecesor, Songs From the Sparkle Lounge, este disco tiene un tono roquero, experimentando con el funky e incluyendo uno de los fuertes de la banda, las baladas. Sus dos sencillos, "Let's Go" y "Dangerous", tuvieron resultados notables en las listas.

## Lista de canciones
| N.º | Título                    | Escritor(es)                             | Duración |  |
| 1.  | «Let's Go»                | Joe Elliott, Rick Savage                 | 5:01     |  |
| 2.  | «Dangerous»               | Phil Collen, Elliott                     | 3:26     |  |
| 3.  | «Man Enough»              | Collen, Elliott                          | 3:54     |  |
| 4.  | «We Belong»               | Elliott                                  | 5:06     |  |
| 5.  | «Invincible»              | Rick Allen, Elliott                      | 3:46     |  |
| 6.  | «Sea of Love»             | Collen                                   | 4:04     |  |
| 7.  | «Energized»               | Collen                                   | 3:23     |  |
| 8.  | «All Time High»           | Elliott                                  | 4:19     |  |
| 9.  | «Battle of My Own»        | Savage, Elliott                          | 2:42     |  |
| 10. | «Broke 'N' Brokenhearted» | Collen, Elliott                          | 3:17     |  |
| 11. | «Forever Young»           | Collen, Elliott                          | 2:21     |  |
| 12. | «Last Dance»              | Savage                                   | 3:09     |  |
| 13. | «Wings of an Angel»       | Collen, Vivian Campbell, Savage, Elliott | 4:23     |  |
| 14. | «Blind Faith»             | Collen, Campbell, Savage, Elliott        | 5:33     |  |

## Personal
- Joe Elliott – Voz
- Phil Collen – Guitarra & Coros
- Vivian Campbell – Guitarra & Coros
- Rick Savage – Bajo & Coros
- Rick Allen – Batería